# Marmaduke (filme)
Marmaduke é um filme norte-americano de 2010 dirigido por Tom Dey, produzido por John Davis e distribuído pela 20th Century Fox. Baseado na tira de jornal de mesmo nome, o filme mescla animação, ficção e live-action.
Owen Wilson, Fergie, Emma Stone, George Lopez, Marlon Wayans, Damon Wayans, Jr. e Kiefer Sutherland dublam as vozes principais do filme, enquanto Lee Pace e Judy Greer interpretam os protagonistas principais humanos do longa.

## Sinopse
Marmaduke é um dócil, simpático e desajeitado dogue alemão que vive no Kansas, na companhia de seu melhor amigo e "irmão" Carlos, um gato de sotaque mexicano. Duke deixa a fama subir a cabeça durante o filme e sua família não consegue reconhece-lo mais, já não é mais o mesmo rick, austin, hogrider ou roddy ricch, e sim um babakrug, muito malvado. Quando seu dono, o ocupado Peres, que trabalha no ramo de comida de pote canina, decide se mudar com a esposa e os filhos para o
Condado de Orange, na Califórnia a trabalho, Marmaduke, assim como as crianças, precisa se adaptar ao novo lar. Ele faz amizade com um grupo de cães locais e se apaixona pela bela rough collie Jezebel, cujo namorado, o ameaçador pastor-de-beauce Bosco, domina todo o território e aterroriza os outros cachorros. Para ficar longe da ira de Bosco, conquistar Jezebel e não se envolver em confusão, Marmaduke contará com uma ajudinha especial dos amigos.

## Elenco
- Estúdio: Dublavídeo (SP)
- Mídia: Cinema / Blu-ray / DVD / TV Paga / Televisão

| Personagem       | Ator e Dublador   | Dublagem            |
| ---------------- | ----------------- | ------------------- |
| Marmaduke (voz)  | Owen Wilson       | Ettore Zuim         |
| Phil Winslow     | Lee Pace          | Alexandre Marconato |
| Carlos (voz)     | George Lopez      | Ivo Roberto         |
| Mazzie (voz)     | Emma Stone        | Samira Fernandes    |
| Castanha (voz)   | Steve Coogan      | Fábio Moura         |
| Jezebel (voz)    | Fergie            | Raquel Marinho      |
| Bosco (voz)      | Kiefer Sutherland | Márcio Simões       |
| Trovão (voz)     | Damon Wayans Jr.  | Yuri Chesman        |
| Relâmpago (voz)  | Marlon Wayans     | Fábio Lucindo       |
| Maligno (voz)    | Sam Elliott       | Antônio Moreno      |
| Debbie Winslow   | Judy Greer        | Márcia Regina       |
| Anton Harrison   | David Walliams    | Ricardo Sawaya      |
| Don Twombly      | William H. Macy   | Carlos Silveira     |
| Bodie            | Glenn McCuen      | Rodrigo Andreatto   |
| Locução e Placas |                   | Sérgio Marques      |

## Recepção
No site agregador de críticas Rotten Tomatoes, 9% das 99 resenhas dos críticos são positivas. O consenso diz: “Maçante e sem graça (...) oferece à família pouco mais do que uma nova rodada de animais falantes e humor escatológico".